# Cymru Goch
Cymru Goch (Gal·les Roig) fou un grup polític d'extrema esquerra del País de Gal·les creat el 1969, partidari de l'acció directa. Editava el diari Y Faner Goch (La bandera roja).
El mateix any va cremar cabanes per a turistes britànics per tal de demostrar-los que no hi eren benvinguts. També va signar el 1972 la Carta de Brest amb altres grups nacionalistes minoritaris com Volksunie, Strollad ar Vro, Esquerra Catalana dels Treballadors, PSAN-P, Lucha Occitana i altres. Després d'anys d'inactivitat, el 1987 es va reactivar per tal de reclamar un estat socialista independent per a Gal·les. També ha estat un dels fundadors de l'Aliança Socialista Gal·lesa el 2002. El 2003 es va integrar en el nou partit Cymru Ymlaen (Endavant Gal·les) de John Marek.